# Sicyonis erythrocephala
Sicyonis erythrocephala är en havsanemonart som först beskrevs av Ferdinand Albin Pax 1922.  Sicyonis erythrocephala ingår i släktet Sicyonis och familjen Actinostolidae. Inga underarter finns listade i Catalogue of Life.